# 圣维多天主堂 (西好莱坞)
圣维多天主堂（Saint Victor Catholic Church）是一个罗马天主教教堂, 位于加州西好莱坞霍洛威公路8634号。

## 历史
该堂区成立于1906年。它服务于许多不同的教友：油商和铁路工人，电影界人士，第二次世界大战后家庭，男同志等。从1992年到1994年，Niederauer总主教住在这里。
相邻的圣维多学校在20世纪70年代关闭，其建筑租给一个私立的，非宗派的学校太平洋山丘学校。